# Manning (Dakota Północna)
Manning – jednostka osadnicza w Stanach Zjednoczonych, w stanie Dakota Północna, w hrabstwie Dunn.